# Bóng đá tại Đại hội Thể thao Đông Nam Á 2003 – Nữ
Nội dung bóng đá nữ tại Đại hội Thể thao Đông Nam Á 2003 được tổ chức tại Việt Nam từ ngày 2 tháng 12 đến ngày 11 tháng 12 năm 2023. Không có giới hạn độ tuổi tham dự đối với các đội tuyển nữ.
Việt Nam đã bảo vệ thành công tấm huy chương vàng sau khi đánh bại Myanmar 2–1 trong trận chung kết. Thái Lan giành tấm huy chương đồng sau khi vượt qua Malaysia.

## Lịch thi đấu
Dưới đây là lịch thi đấu cho nội dung bóng đá nữ.
| G | Vòng bảng | ½ | Bán kết | B | Tranh huy chương đồng | F | Chung kết |

| T3 2 | T4 3 | T5 4 | T6 5 | T7 6 | CN 7 | T2 8 | T3 9 | T4 10 | T5 11 | T5 11 |
| ---- | ---- | ---- | ---- | ---- | ---- | ---- | ---- | ----- | ----- | ----- |
| G    |      | G    |      | G    |      | ½    |      |       | B     | F     |

## Các quốc gia tham dự
7 đội tuyển trong tổng số 11 quốc gia Đông Nam Á đã tham dự nội dung thi đấu này. 
- Indonesia (INA)
- Malaysia (MAS)
- Myanmar (MYA)
- Philippines (PHI)
- Singapore (SGP)
- Thái Lan (THA)
- Việt Nam (VIE)

## Địa điểm
Hai địa điểm chính diễn ra các trận đấu bóng đá nữ là Sân vận động Lạch Tray  ở Hải Phòng và Sân vận động Thiên Trường ở Nam Định. Sân vận động Lạch Tray là nơi tổ chức các trận bán kết, tranh huy chương đồng và chung kết.
| Hải PhòngNam ĐịnhBóng đá tại Đại hội Thể thao Đông Nam Á 2003 – Nữ (Việt Nam) | Nam Định                  | Nam Định                  | Hải Phòng              | Hải Phòng              |
| ----------------------------------------------------------------------------- | ------------------------- | ------------------------- | ---------------------- | ---------------------- |
| Hải PhòngNam ĐịnhBóng đá tại Đại hội Thể thao Đông Nam Á 2003 – Nữ (Việt Nam) | Sân vận động Thiên Trường | Sân vận động Thiên Trường | Sân vận động Lạch Tray | Sân vận động Lạch Tray |
| Hải PhòngNam ĐịnhBóng đá tại Đại hội Thể thao Đông Nam Á 2003 – Nữ (Việt Nam) | Sức chứa: 30.000          | Sức chứa: 30.000          | Sức chứa: 26.000       | Sức chứa: 26.000       |
| Hải PhòngNam ĐịnhBóng đá tại Đại hội Thể thao Đông Nam Á 2003 – Nữ (Việt Nam) |                           |                           |                        |                        |

## Đội hình
Mỗi đội tuyển được đăng ký tối đa 20 cầu thủ, trong đó tối đa ba cầu thủ là thủ môn.

## Bốc thăm
Lễ bốc thăm được tổ chức vào chiều ngày 30 tháng 10 năm 2003 tại trụ sở Liên đoàn bóng đá Việt Nam ở Hà Nội, Việt Nam. Bảy đội tuyển trong giải đấu nữ được bốc thăm chia thành hai bảng, một bảng bốn đội và một bảng ba đội.

## Vòng bảng
Hai đội đứng đầu mỗi bảng lọt vào vòng bán kết.

### Bảng A
Các trận đấu diễn ra tại Hải Phòng.
| VT | Đội          | ST | T | H | B | BT | BB | HS  | Đ | Giành quyền tham dự     |
| -- | ------------ | -- | - | - | - | -- | -- | --- | - | ----------------------- |
| 1  | Việt Nam (H) | 3  | 3 | 0 | 0 | 12 | 1  | +11 | 9 | Vòng đấu loại trực tiếp |
| 2  | Malaysia     | 3  | 0 | 2 | 1 | 3  | 5  | −2  | 2 | Vòng đấu loại trực tiếp |
| 3  | Philippines  | 3  | 0 | 2 | 1 | 1  | 4  | −3  | 2 |                         |
| 4  | Indonesia    | 3  | 0 | 2 | 1 | 3  | 9  | −6  | 2 |                         |

| Philippines | 0–0      | Malaysia |
| ----------- | -------- | -------- |
|             | Chi tiết |          |

| Việt Nam                                                                       | 6–0      | Indonesia |
| ------------------------------------------------------------------------------ | -------- | --------- |
| Lưu Ngọc Mai 9', 10', 22', 42' · Phùng Thị Minh Nguyệt 18' · Văn Thị Thanh 32' | Chi tiết |           |

| Indonesia  | 1–1      | Philippines          |
| ---------- | -------- | -------------------- |
| Yansip 39' | Chi tiết | Gusriwati 17' (l.n.) |

| Malaysia        | 1–3      | Việt Nam                                                          |
| --------------- | -------- | ----------------------------------------------------------------- |
| Norlelawati 77' | Chi tiết | Văn Thị Thanh 55' · Đoàn Thị Kim Chi 59' · Nguyễn Thị Mai Lan 65' |

| Indonesia              | 2–2 | Malaysia                    |
| ---------------------- | --- | --------------------------- |
| Pakage 7' · Yansip 37' |     | Ahing 45' · Norlelawati 48' |

| Việt Nam                                                  | 3–0 | Philippines |
| --------------------------------------------------------- | --- | ----------- |
| Nguyễn Thị Hà 3' · Phạm Quỳnh Anh 25' · Đỗ Thị Phượng 53' |     |             |

### Bảng B
Các trận đấu diễn ra tại Nam Định.

| VT | Đội       | ST | T | H | B | BT | BB | HS | Đ | Giành quyền tham dự     |
| -- | --------- | -- | - | - | - | -- | -- | -- | - | ----------------------- |
| 1  | Myanmar   | 2  | 2 | 0 | 0 | 7  | 2  | +5 | 6 | Vòng đấu loại trực tiếp |
| 2  | Thái Lan  | 2  | 1 | 0 | 1 | 4  | 4  | 0  | 3 | Vòng đấu loại trực tiếp |
| 3  | Singapore | 2  | 0 | 0 | 2 | 0  | 5  | −5 | 0 |                         |

| Thái Lan                   | 2–4      | Myanmar                                                         |
| -------------------------- | -------- | --------------------------------------------------------------- |
| Kaeobaen 6' · Takonrum 48' | Chi tiết | Aye Nandar Hlaing 17', 73' · Zin Mar Wann 65' · San San Kyu 78' |

| Myanmar                                                       | 3–0 | Singapore |
| ------------------------------------------------------------- | --- | --------- |
| My Nilar Htwe 14' · Aye Nandar Hlaing 69' · Nhin Si Myint 88' |     |           |

| Singapore | 0–2 | Thái Lan                   |
| --------- | --- | -------------------------- |
|           |     | Takonrum 32' · Phanlet 50' |

## Vòng đấu loại trực tiếp
Trong vòng đấu loại trực tiếp, nếu một trận đấu có kết quả hòa sau 90 phút:
- Tại trận tranh huy chương đồng, sẽ không thi đấu hiệp phụ, trận đấu được quyết định bằng loạt sút luân lưu.
- Tại trận bán kết và trận chung kết, sẽ tổ chức thi đấu hiệp phụ (có áp dụng luật bàn thắng vàng). Nếu kết quả vẫn hòa sau hiệp phụ, loạt sút luân lưu sẽ được sử dụng để xác định đội thắng.

### Sơ đồ
|  | Bán kết                 | Bán kết |                            |   | Trận tranh huy chương vàng | Trận tranh huy chương vàng |
|  |                         |         |                            |   |                            |                            |
|  | 8 tháng 12 – Hải Phòng  |         |                            |   |                            |                            |
|  |                         |         |                            |   |                            |                            |
|  | Myanmar                 | 8       |                            |   |                            |                            |
|  | Myanmar                 | 8       | 11 tháng 12 – Hải Phòng    |   |                            |                            |
|  | Malaysia                | 0       |                            |   |                            |                            |
|  | Malaysia                | 0       | Việt Nam                   | 2 |                            |                            |
|  | 8 tháng 12 – Hải Phòng  |         | Việt Nam                   | 2 |                            |                            |
|  |                         | Myanmar | 1                          |   |                            |                            |
|  | Việt Nam                | Myanmar | 1                          | 3 |                            |                            |
|  | Việt Nam                |         |                            | 3 |                            |                            |
|  | Thái Lan                | 1       |                            |   |                            |                            |
|  | Thái Lan                | 1       | Trận tranh huy chương đồng |   |                            |                            |
|  |                         |         |                            |   |                            |                            |
|  | 11 tháng 12 – Hải Phòng |         |                            |   |                            |                            |
|  |                         |         |                            |   |                            |                            |
|  | Thái Lan                | 6       |                            |   |                            |                            |
|  | Thái Lan                | 6       |                            |   |                            |                            |
|  | Malaysia                | 1       |                            |   |                            |                            |

### Các trận đấu

#### Bán kết
| Myanmar | 8–0 | Malaysia |
| --- | --- | -------- |
| San San Kyu 19', 24' · Zin Mar Wann 28', 41' · Aye Nandar Hlaing 34' · Nwe Nwe Toe 36' · Than Than Htwe 55' · Nhin Si Miynt 72' |     |          |

| Việt Nam                                                               | 3–1      | Thái Lan    |
| ---------------------------------------------------------------------- | -------- | ----------- |
| Lưu Ngọc Mai 6' · Phùng Thị Minh Nguyệt 36' · Pranee Saipin 49' (l.n.) | Chi tiết | Piamsin 63' |

#### Tranh huy chương đồng
| Thái Lan                                    | 6–1      | Malaysia        |
| ------------------------------------------- | -------- | --------------- |
| Phanlet 4', 21', 42', 50' · Piamsin 7', 25' | Chi tiết | Norlelawati 29' |

#### Tranh huy chương vàng
| Việt Nam                                   | 2–1 | Myanmar           |
| ------------------------------------------ | --- | ----------------- |
| Văn Thị Thanh 56' · Nguyễn Thị Mai Lan 85' |     | My Nilar Htwe 69' |

### Huy chương vàng
| Bóng đá nữ Đại hội Thể thao Đông Nam Á 2003 |
| ------------------------------------------- |
| · Việt Nam · Lần thứ 2                      |

## Thống kê

### Cầu thủ ghi bàn
Đã có 52 bàn thắng ghi được trong 13 trận đấu, trung bình 4 bàn thắng mỗi trận đấu.
5 bàn thắng
- Chownee Phanlet
- Lưu Ngọc Mai

4 bàn thắng
- Aye Nandar Hlaing

3 bàn thắng
- Norlelawati Ngah
- San San Kyu
- Zin Mar Wann
- Narumon Piamsin
- Văn Thị Thanh

2 bàn thắng
- Jenny Merlin Yansip
- My Nilar Htwe
- Nhin Si Myint
- Chutima Takonrum
- Phùng Thị Minh Nguyệt
- Nguyễn Thị Mai Lan

1 bàn thắng
- Marion Pakage
- Laini Ahing
- Nwe Nwe Toe
- Than Than Htwe
- Supaphon Kaeobaen
- Đoàn Thị Kim Chi
- Đỗ Thị Phượng
- Nguyễn Thị Hà
- Phạm Quỳnh Anh

1 bàn phản lưới nhà
- Gusriwati (trong trận gặp Philippines)
- Pranee Saipin (trong trận gặp Việt Nam)

### Bảng xếp hạng
| VT | Đội          | ST | T | H | B | BT | BB | HS  | Đ  | Kết quả chung cuộc        |
| -- | ------------ | -- | - | - | - | -- | -- | --- | -- | ------------------------- |
| 1  | Việt Nam (H) | 5  | 5 | 0 | 0 | 17 | 3  | +14 | 15 | Vô địch - Huy chương vàng |
| 2  | Myanmar      | 4  | 3 | 0 | 1 | 16 | 4  | +12 | 9  | Á quân - Huy chương bạc   |
| 3  | Thái Lan     | 4  | 2 | 0 | 2 | 11 | 8  | +3  | 6  | Hạng ba - Huy chương đồng |
| 4  | Malaysia     | 5  | 0 | 2 | 3 | 4  | 19 | −15 | 2  | Hạng tư                   |
|    |              |    |   |   |   |    |    |     |    |                           |
| 5  | Philippines  | 3  | 0 | 2 | 1 | 1  | 4  | −3  | 2  | Bị loại ở vòng bảng       |
| 6  | Indonesia    | 3  | 0 | 2 | 1 | 3  | 9  | −6  | 2  | Bị loại ở vòng bảng       |
| 7  | Singapore    | 2  | 0 | 0 | 2 | 0  | 5  | −5  | 0  | Bị loại ở vòng bảng       |